# Psaliodes vinosata
Psaliodes vinosata là một loài bướm đêm trong họ Geometridae.